# Universitat d'Hamburg
La Universitat d'Hamburg és la major universitat a Hamburg pel que fa a nombre d'estudiants. Va ser fundada el 1919 i està situada al barri de Rotherbaum de la comuna d'Eimsbüttel. Al llarg de la seva història ha estat un referent amb professors com els premis Nobel de Física Otto Stern, Wolfgang Pauli, Wolfgang Paul i J. Johannes Hans Jensen.

## Història

### Abans de la fundació

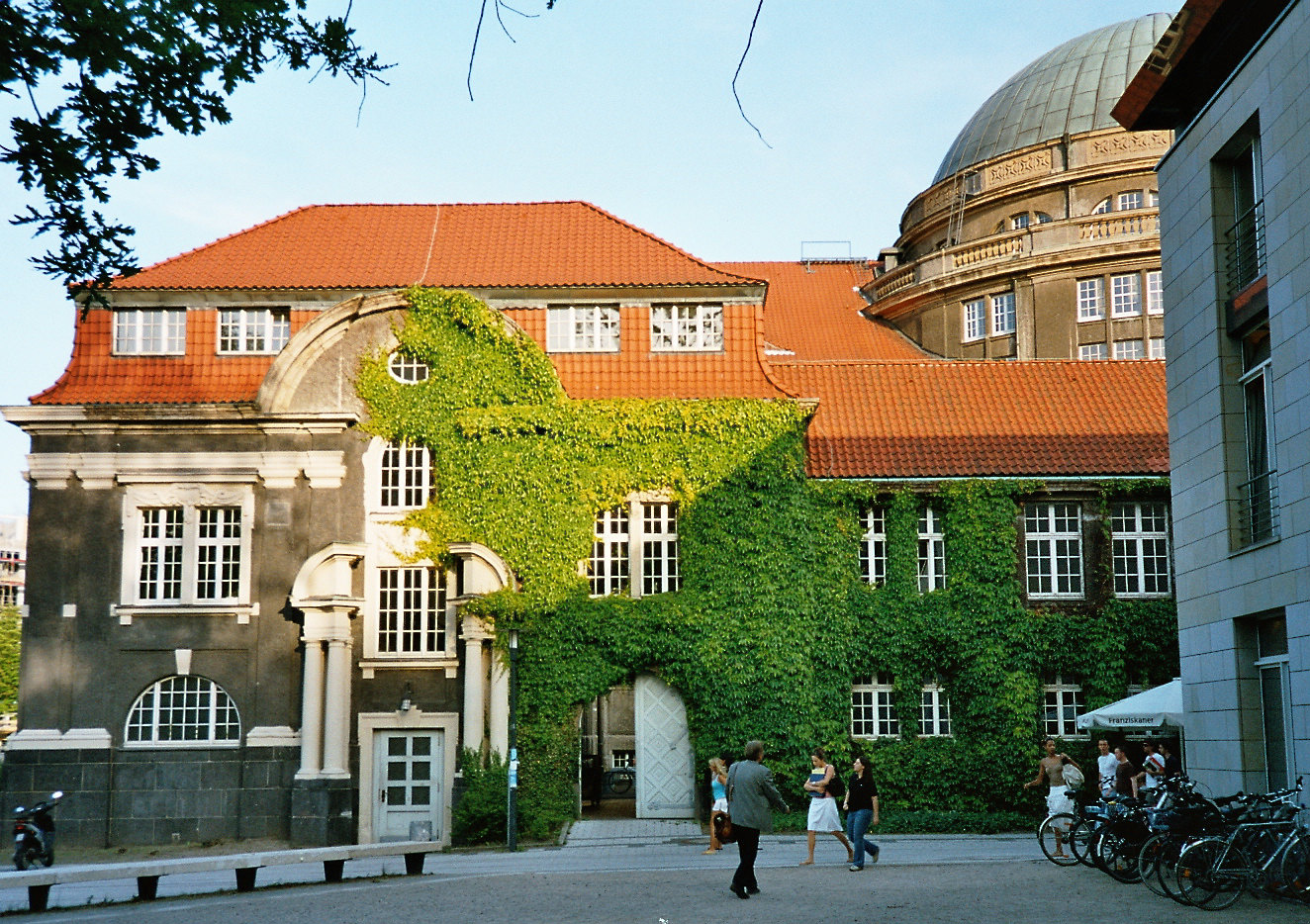
Ala occidental de l'Edifici principal (foto del 2005).

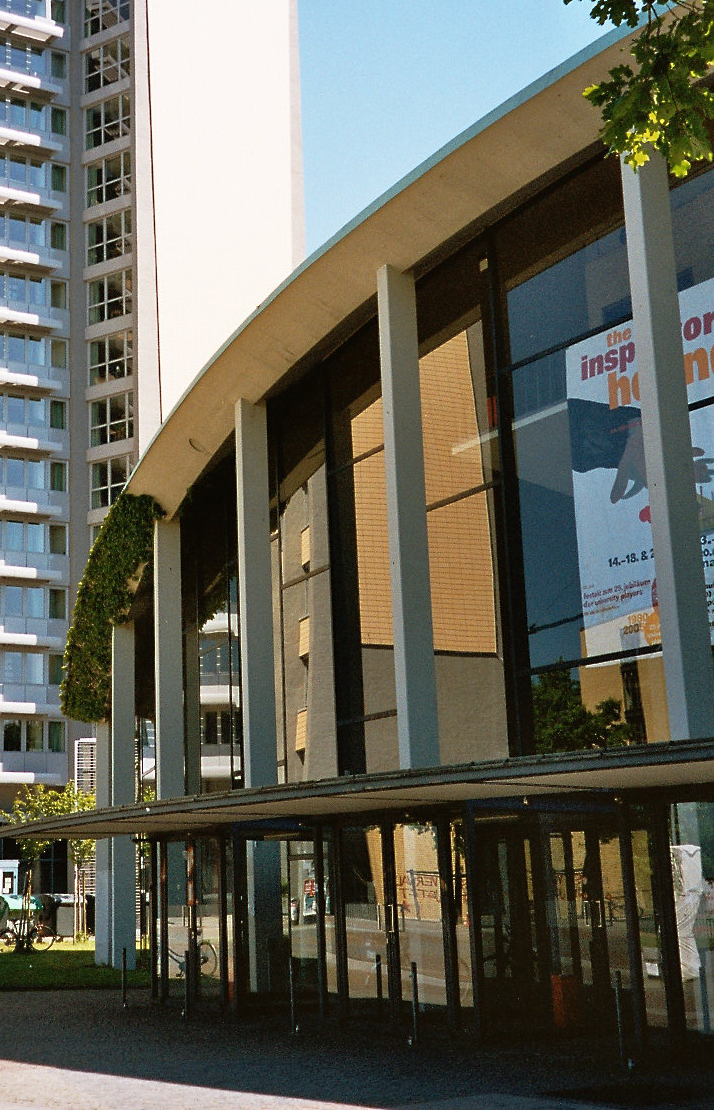
Auditori Audimax (foto del 2005).

Quan el reformador Johannes Bugenhagen, contemporani de Martín Luter, va estar a Hamburg el 1529 per donar-li a la nova ciutat protestant una nova litúrgia i un nou reglament d'ensenyament, va fundar a l'antic monestir de St. Johannis el primer institut d'ensenyament superior d'Hamburg, lla Gelehrtenschule des Johanneums. En aquesta ocasió es va renovar la biblioteca urbana (de 1479).
A causa de la gran concurrència d'alumnes al Johanneum i per contrarestar la sortida de joves als instituts de Stade i Bremen es va fundar el Col·legi Acadèmic (Akademische Gymnasium). Allí es podien preparar els alumnes durant dos anys per ingressar a la universitat. El col·legi tenia primer quatre i després sis professors. El més conegut rector del col·legi i de l'institut va ser el metge nascut a Lübeck, Joachim Jungius, qui va treballar a Hamburg des de 1628 fins a 1657. Posteriorment el govern i el parlament d'Hamburg van descurar durant segles la formació acadèmica a Hamburg.
El Christianeum de la veïna ciutat Altona, era més modern i recolzat fortament per la corona danesa, i augmentava des de 1738 la sortida d'interessats a les escoles públiques superiors d'Hamburg. El 1837 l'Institut de Mestres del Johanneums tenia 125 alumnes, l'Akademische Gymnasium 18 amb una població hamburguesa de 130.000 habitants (1806).
A la fi del segle xix es va tancar el desafortunat Akademische Gymnasium i el govern va fundar el Sistema de càtedres generals per a la formació i la divulgació de les ciències (Allgemeines Vorlesungswesen zur Weiterbildung und Verbreitung der Wissenschaft). El professorat estava compost per professors convidats i els directors dels instituts científics d'Hamburg: Laboratori químic estatal (chemisches Staatslaboratorium), Institut de Física (Institut für Physik), Jardí Botànic (botanischer Garten), Laboratori de Materials (Laboratorium für Warenkunde). El 1900 es va agregar l'Institut per a malalties navilieres i tropicals (Institut für Schiffs- und Tropenkrankheiten). El 1910 el senat va permetre les dues primeres Escoles superiors per a nenes, seixanta anys després de permetre la matrícula de no-protestants a les escoles superiors.

### Fundació
Al començament del segle XX els prohoms locals perseguien la meta de fundar una universitat estatal, però les sol·licituds al govern i al parlament no van tenir èxit. En contra de tal mesura es va pronunciar la influent Cambra de comerç (Handelskammer). Els partidaris van crear la Fundació científica d'hamburg (Hamburgische wissenschaftliche Stiftung) en 1907 i l'Institut Colonial (Kolonialinstitut) el 1908. La primera institució es va preocupar d'atreure erudits per al Sistema de càtedres generals per a la formació i la divulgació de les ciències i reunir fons per a viatges de recerca. L'Institut Colonial s'encarregava de definir l'orientació de l'ensenyament i recerca als territoris d'ultramar. Aquest mateix any el parlament va donar curs al pressupost per comprar el terreny en Moorweide (un lloc a l'actual centre d'Hamburg) on s'aixecarien les aules de les càtedres generals, la construcció de les quals va ser patrocinada pel comerciant i armador hamburges Edmund Siemers.
L'edifici va ser lliurat solemnement el 13 de maig de 1911 per Siemers al llavors burgmestre Max Predöhl. Avui a l'edifici se situa l'administració de la universitat.
La primera guerra mundial va interrompre els esforços per aixecar la universitat.
Després de la guerra, en 1919, el primer parlament lliurement triat va elevar a Werner von Melle al càrrec de burgmestre i va dictar una llei provisional per a una universitat i una universitat popular hamburguesa (Vorläufiges Gesetz über eine Hamburgische Universität und Volkshochschule). El nombre de catedràtics va augmentar de 19 a 39. A més dels instituts estatals, l'Institut Colonial i les càtedres generals i l'hospital general de Eppendorf van passar a formar part de la universitat.

### De la República de Weimar fins a l'actualitat
Durant la República de Weimar va prosperar la Universitat per primera vegada des de la seva fundació. Diversos milers d'estudiants es matriculaven cada semestre en les seves quatre facultats, erudits de renom com Albrecht Mendelssohn-Bartholdy, Aby Warburg i Ernst Cassirer van venir a la creixent universitat. El nombre de catedràtics va créixer a 75 fins a l'any 1931. Atès que especialment els estudiants sofrien sota la mala situació econòmica per la qual travessava la república en la postguerra, es va fundar el 1922 la "Unió hamburguesa d'ajuda als estudiants" (Verein Hamburger Studentenhilfe). La unió va inaugurar a la tardor en la Elssäser Strasse la primera residència per a estudiants d'Hamburg i a l'estiu de l'any següent el primer menjador universitari en la Rentzelstrasse.
Durant el règim nazi, la universitat alienada va haver de portar el nom d'Universitat Hanseàtica. La coacció política va conduir també a Hamburg a retirar obres d'escriptors indesitjats pel govern i a posar traves contra els suposats enemics del poble. Prop de cinquanta científiques i científics van haver d'abandonar la universitat (entre ells Ernst Cassirer i William Stern), almenys set estudiants van ser detinguts o sospitosos de cooperar amb el moviment antinazi Rosa Blanca i van ser executats o van morir en un Camp de concentració. L'estudiant de química Hans Conrad Leipelt, membre de la Rosa Blanca, va ser executat per la guillotina el 29 de gener de 1945 en el presidi Stadelheim, a Múnic.

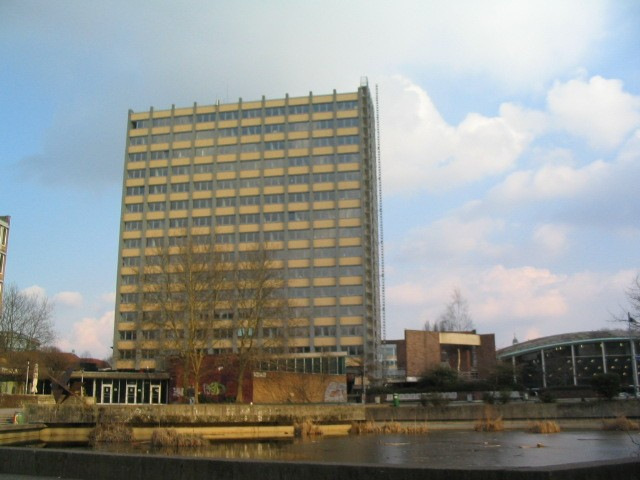
Torre dels Filòsofs al Campus (foto del 2004), construït en els anys 60.

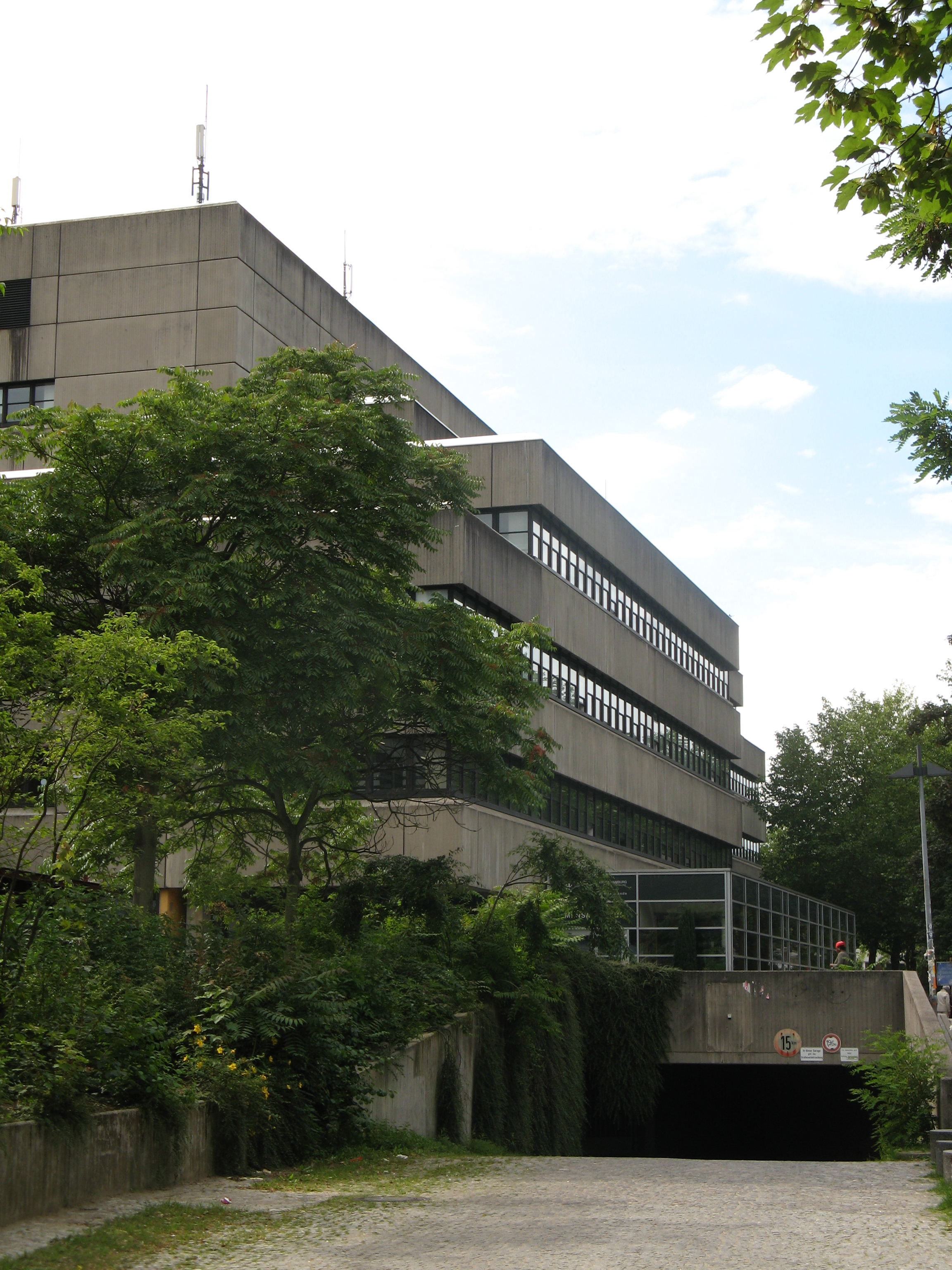
Wiwi-Búnquer, construït en els anys 70.

Després de la guerra, en 1945, la universitat va obrir les portes una altra vegada com a Universitat d'Hamburg i l'activitat d'ensenyament i recerca es va recuperar. A les quatre facultats inicials (dret, medicina, filosofia i ciències) es van agregar la de teologia i (per una escissió de la de dret) la de ciències socials i econòmiques el 1954.
A la fi dels anys 50 van ser inaugurats el Auditorium Maximum (Audimax) i la torre de filòsofs (Phil-Turm) en el Von-Melle-Park i l'Institut de Botànica i el Jardí Botànic van ser traslladats a Klein Flottbeck. Amb l'espectacular augment d'estudiants durant els anys 70 es va agregar el "Geomatikum", els edificis al voltant de la plaça "Martin-Luther-King-Platz" i l'edifici de ciències econòmiques (WiWi-Búnquer) i altres edificis reconeguts fins avui. No obstant això l'espai al Campus es feia insuficient i la universitat es va haver de repartir per tota la ciutat.
En la tardor de 1998 es va inaugurar l'Ala Occident de l'edifici patrocinat pel matrimoni de Hannelore Greve i Helmut Greve a un costat de l'edifici principal i dos anys després es va inaugurar l'Ala Orient completant l'obra del matrimoni Greve.
El 1969 el parlament local va aprovar una nova llei universitària que dissolia les facultats i les reemplaçava per departaments. Es va enfortir la autoadministració de la universitat i es va establir per llei el dret estudiantil i dels funcionaris a cogestionar la universitat. Es va reemplaçar el càrrec de rector per un de president. No obstant això, a escala federal, amb la llei general d'universitats (Hochschulrahmengesetz) de 1979, alguns d'aquests canvis van ser revertits per sentències judicials.
El nombre de departaments ja havia arribat a 19, quan es va resoldre unificar novament els departaments "Dret I" i "Dret II" (amb els quals s'havia intentat encausar les diferències en la formació dels advocats i dels jutges) l'any 2000 en un departament "Dret" (FB 02). Des de llavors no existeix el departament 17.
Des de mitjan dècada del 90 el pressupost de la universitat ha estat reduït regularment, simultàniament s'han buscat mesures per escurçar la mitjana de la durada dels estudis i reduir la quota d'abandó d'estudis. Els esforços per harmonitzar el panorama universitari europeu (Procés de Bolonya) han exigit més reformes estructurals tant en l'administració com en els plans d'estudis. 
El 28 de juny de 2006 el govern va començar a aplicar la llei de finançament dels estudis (Studienfinanzierungsgesetz) iniciant el cobrament d'aranzels des del semestre d'estiu de 2007.
Anualment (2007) es matriculen uns 7000 alumnes de primer any per completar el total de 38.000 estudiants, dels quals cada any es graduen 3.500 i 900 reben el seu títol de doctor.

## Facultats
Facultat de Dret
- Ciències del Dret

Facultat d'Economia i Ciències Socials'
- Departament de Ciències Econòmiques
- Departament de Ciències Socials
- Departament d'Economia i Política

Facultat de Medicina
- Medicina

Facultat de Pedagogia, Psicologia i Ciències de la Psicomotricitat
- Departament de Pedagogia
- Departament de psicologia
- Departament de Psicomotricitat

Facultat de Ciències Humanistes
- Departament de Teologia Evangèlica
- Departament d'Idiomes, Literatura i Mitjans
- Departament de Filosofia i Història
- Departament d'Història de la Cultura i Ciència de la Cultura
- Institut Àsia-Africa

Facultat de Matemàtiques, Informàtica i Ciències Naturals
- Departament de Biologia
- Departament de Química
- Departament de Geologia
- Departament d'Informàtica
- Departament de Matemàtiques
- Departament de Física
- Centre de Bioinformàtica (ZBH)

## Científics destacats de la Universitat[3]
| Leo Raape                      | Dret Civil                              | 1878-1964 |                                                                  |
| Otto Stern                     | Física                                  | 1888-1969 | Premi Nobel de Física 1943                                       |
| Wolfgang Pauli                 | Física                                  | 1900-1958 | Premi Nobel de Física 1945                                       |
| Wolfgang Paul                  | Física                                  | 1913-1993 | Premi Nobel de Física 1989                                       |
| Johannes Hans Jensen           | Física                                  | 1888-1969 | Premi Nobel de Física 1963                                       |
| Bernhard Nocht                 | Medicina                                | 1857-1945 |                                                                  |
| Aby Warburg                    | Història de l'Art                       | 1866-1929 |                                                                  |
| William Stern                  | Psicologia                              | 1871-1938 |                                                                  |
| Albrecht Mendelssohn-Bartholdy | Història i Política                     |           |                                                                  |
| Ernst Cassirer                 | Filosofia                               | 1874-1945 | 1919-1933 a Hamburg                                              |
| Agathe Lasch                   | Germanística                            | 1879-1942 |                                                                  |
| Erwin Panofsky                 | Història de l'Art                       | 1892-1968 |                                                                  |
| Egmont Zechlin                 | Història i Periodisme                   | 1896-1992 | 1947-1967 a Hamburg, Director fundador de l'Institut des de 1950 |
| Fritz Fischer                  | Història                                | 1908-1999 |                                                                  |
| Peter Drucker                  | Gestió d'empreses                       | 1909-2005 |                                                                  |
| Karl Schiller                  | Economia política                       | 1911-1994 |                                                                  |
| Helmut Schelsky                | Sociologia                              | 1912-1984 |                                                                  |
| Carl Friedrich von Weizsäcker  | Físic, Filosofia                        | 1912-2007 | 1957-1970 a Hamburg                                              |
| Alfons Maria Jakob             | Medicina                                | 1919-1931 | Descobridor de la Malaltia de Creutzfeldt-Jakob                  |
| Kuno Lorenz                    | Filosofia                               | 1932-1989 | 1970-1974 a Hamburg                                              |
| Eberhard Schorsch              | Sexologia                               | 1935-1999 |                                                                  |
| Hans Peter Bull                | Dret Administratiu                      | 1936-     | 1973-2005 a Hamburg (amb interrupcions)                          |
| Wolfgang Hoffmann-Riem         | Dret                                    | 1940-     | 1974-1999 a Hamburg                                              |
| Friedemann Schulz von Thun     | Psicologia i Ciències de la Comunicació | 1975 -    |                                                                  |
| Peter Reichel (Politòleg)      | Politologia                             | 1942-     | 1983 - 2007 a Hamburg                                            |
| Lili Fischer                   |                                         |           |                                                                  |

## Biblioteques
A més de la Biblioteca Estatal i Universitària Carl von Ossietzky (Staats- und Universitätsbibliothek) hi ha altres 65 biblioteques en els departaments i altres institucions. Una de les majors és la biblioteca de dret acabada l'any 2005 i que ocupa 5 pisos d'un edifici de nova planta. Està situada al costat de la Facultat de Dret i és un cridaner punt d'atracció de l'avinguda Rothembaumchaussee.